# I tre moschettieri (film 1909)
I tre moschettieri è un cortometraggio del 1909 diretto da Mario Caserini.

## Distribuzione
- Danimarca: 17 marzo 1909, come "De tre Musketerer"
- Finlandia: 29 marzo 1909, come "Kolme muskettisoturia" o come "De tre musketörerna"
- Francia: marzo 1909, come "Les trois mousquetaires"
- Germania: marzo 1909, come "Die drei Musketiere"
- Regno Unito: marzo 1909, come "The Three Musketeers"